# Boya
Boya (nep. बोया) – gaun wikas samiti we wschodniej części Nepalu w strefie Kośi w dystrykcie Bhojpur. Według nepalskiego spisu powszechnego z 2001 roku liczył on 816 gospodarstw domowych i 4065 mieszkańców (2036 kobiet i 2029 mężczyzn).